# Mustilia hepatica
Mustilia hepatica är en fjärilsart som beskrevs av Moore 1879. Mustilia hepatica ingår i släktet Mustilia och familjen silkesspinnare. Inga underarter finns listade i Catalogue of Life.